# Barranca Prieta, Guerrero
Barranca Prieta är en ort i Mexiko.   Den ligger i kommunen San Marcos och delstaten Guerrero, i den södra delen av landet, 300 km söder om huvudstaden Mexico City. Barranca Prieta ligger 20 meter över havet och antalet invånare är 210.
Terrängen runt Barranca Prieta är platt åt sydost, men åt nordväst är den kuperad. Runt Barranca Prieta är det ganska glesbefolkat, med 47 invånare per kvadratkilometer. Närmaste större samhälle är San Marcos, 17,9 km väster om Barranca Prieta. Omgivningarna runt Barranca Prieta är en mosaik av jordbruksmark och naturlig växtlighet.